# A Streetcar Named Desire (Oper)
A Streetcar Named Desire ist eine Oper in drei Akten des deutsch-amerikanischen Komponisten André Previn. Das Libretto, 1995 von Philip Littell geschrieben, basiert auf dem gleichnamigen Theaterstück von Tennessee Williams (deutscher Titel: Endstation Sehnsucht).
Die Uraufführung der Oper unter der Regie von Colin Graham fand am 19. September 1998 am Opernhaus in San Francisco unter der Leitung des Komponisten statt, das Bühnenbild gestaltete Michael Yeargan.

## Handlung
Ort und Zeit der Handlung: Wohnung von Stanley und Stella Kowalski, New Orleans, in den späten 1940er Jahren.
Dauer der Vorstellung: erster und zweiter Akt 1:35 h, dritter Akt 1:10 h, gesamt etwa 2 Stunden und 45 Minuten.
Die Oper erzählt die Geschichte der Blanche DuBois, einer etwa 30-jährigen Frau aus den Südstaaten der USA, in New Orleans am Ende der 1940er Jahre.
Blanche erlebte die Auflösung ihrer Familie und die Versteigerung des einstmals stolzen Familienbesitzes „Belle Rêve“ (franz. „Schöner Traum“). Als sie auch noch ihre Arbeit als Lehrerin verliert, besucht sie verzweifelt ihre Schwester Stella, die in New Orleans wohnt.
Stella ist mit dem Arbeiter Stanley Kowalski verheiratet, von dem sie ein Kind erwartet, und lebt in einfachen Verhältnissen. Sie ist ihrem Ehemann, der als Sohn polnischer Einwanderer von Blanche unverhohlen verachtet wird, sexuell verfallen.
Blanches kultiviertes, aber leicht affektiertes Verhalten und die Betonung ihrer vornehmen Herkunft wirken auf Kowalski provozierend, sodass in den beengten Wohnverhältnissen schnell Spannungen entstehen. Blanche verdrängt, dass sie sich wegen ihrer Affären und Verführung eines Minderjährigen auf der Flucht vor ihrer Vergangenheit befindet. Mit Mitch, einem Pokerfreund Stanleys, möchte sie ein neues Leben beginnen. Doch das weiß Stanley zu verhindern. Um Blanche loszuwerden, erkundigt sich Stanley über ihre Vergangenheit und erfährt von ihren Fehltritten. Diese Informationen benutzt er, um Blanche zu vernichten. Erst verdirbt er ihr die Beziehung zu ihrem neuen Freund Mitch, dann vergewaltigt er sie. Diese Erniedrigungen zerstören ihr Gemüt.
Schließlich kommt es vor allem wegen Blanches Missverhältnis zwischen Realität und Illusion zur Katastrophe. Für die traumatisierte Blanche, aber auch für Mitch, Stella und Stanley, rückt die Hoffnung auf erfüllte Liebe in weite Ferne – Endstation Sehnsucht.
Einige Wochen darauf wird sie in eine psychiatrische Heilanstalt eingewiesen.

## Werkgeschichte

### Entstehung
Der Direktor des Opernhauses von San Francisco Lotfi Mansouri hatte 1994 bei verschiedenen Komponisten wegen der Komposition einer Oper nach dem Schauspiel von Tennessee Williams angefragt und schließlich von André Previn eine Zusage erhalten. Daraufhin schrieb Philip Littell in Abstimmung mit den Nachlassverwaltern der Texte von Tennessee Williams ein Libretto, das sich eng an die Handlung des Schauspiels anlehnt, die Vertonung erfolgte dann 1997. Nach der Uraufführung fand das Stück bei Publikum und Presse eine große Zustimmung, sodass es von vielen amerikanischen Bühnen nachgespielt wurde.

### Besetzung der Uraufführung
- Blanche DuBois, Sopran – Renée Fleming
- Stanley Kowalski, Bariton – Rod Gilfry
- Stella Kowalski, Sopran – Elizabeth Futral
- Harold Mitchell (Mitch), Tenor – Anthony Dean Griffey
- Eunice Hubbel, Mezzosopran – Judith Forst
- Steve Hubbel, Tenor – Matthew Lord
- A Young Collector, Tenor – Jeffrey Lentz
- A Mexican Woman, Mezzosopran – Josepha Gayer
- Pablo Gonzales – Luis Oropeza
- A Doctor – Ray Reinhardt
- A Nurse – Lynne Soffer

### Rezeption
Gegenwärtig zählt das Werk von Previn zu den meistgespielten zeitgenössischen Opern.
- Aufführungen in den USA: New Orleans (1999), San Diego (2000), Washington, Los Angeles und Austin, Texas (2002), Virginia und Chicago (2013), St. Louis (2014) und Cleveland (2015), eine gekürzte Version der Oper in San Francisco (2007). Weitere Aufführungen an der Metropolitan Opera New York (2012) mit Renee Flemming unter James Levine, an der Lyric Opera of Chicago (2013), in der Carnegie Hall (2013) mit Renée Fleming, der Los Angeles Opera (2014), der Cleveland Oper (2015) und der Oper San Jose (2016).[3][4]
- Aufführungen in Europa: Im Juni 2003 fand die Londoner Premiere der Oper im Barbican Theatre mit dem London Symphony Orchestra unter der Leitung des Komponisten statt. Die europäische Erstaufführung erfolgte in Frankreich an der Rhein-Oper in Straßburg (2004), Regie: Anja Sündermann, Bühnenbild und Kostüme: Sascha Weig.[5] Weitere Aufführungsorte waren: Opera Ireland Dublin (2006) in Irland, Theater an der Wien (2007) mit den Wiener Symphonikern unter Sian Edwards als österreichische Erstaufführung, sowie im Theater St. Gallen (Schweiz) (2016) und in Turin (Italien).
- Aufführungen in Deutschland: am Theater Hagen (2008 unter dem Titel Endstation Sehnsucht), am Stadttheater Gießen, am Theater Koblenz (2016)[6] und bei den Landesbühnen Sachsen in Radebeul bei Dresden (2016) mit der Elbland Philharmonie Sachsen unter Jan Michael Horstmann, Inszenierung und Ausstattung: Sebastian Ritschel.[7][8][9] Die deutschsprachige Erstaufführung unter dem Titel Endstation Sehnsucht fand 2017 am Theater Vorpommern unter der musikalischen Leitung von Florian Csizmadia und in einer Inszenierung von Horst Kupich statt.[10][11]
- Außerdem erfolgten Aufführungen im Opernhaus Sydney unter der Leitung von Richard Hickox sowie in Tokio und Osaka (2010).

Anmerkung: Unter dem gleichen Titel A Streetcar Named Desire ist 1983 vom Stuttgarter Ballett im Staatstheater Stuttgart ein Ballett von John Neumeier nach Tennessee Williams Theaterstück nach der Musik von Sergej Prokofjew und Alfred Schnittke aufgeführt worden.

## Musik
In Previns Partitur sind die Erfahrungen aus seinen Filmmusiken und Musicals verknüpft mit dem spätromantischen Musikstil eines Richard Strauss und dem klassisch-modernen Stil von Gustav Mahler, Alban Berg und Igor Strawinsky. Andere Musikkritiker finden Anklänge an Ligeti und Penderecki.
Previns Musik besitzt eine aus der Spätromantik und der Moderne bezogene musikalische Formensprache, die den psychischen Zustand und das traumatisch gebrochene Bewusstsein der tragischen Hauptfigur Blanche DuBois widerspiegelt. Die Musik mit Anleihen aus Jazz, Blues und Filmmusik treibt die Handlung voran, untermalt Szenen wie im Film und trägt unmittelbar zur ergreifenden Wirkung der Handlung bei.
Fetzen von Jazzmusik und heulende Stöße von Saxophon, Trompete und Klarinette fangen die Südstaaten-Atmosphäre ein.

## Aufnahmen
Die Uraufführung wurde auf DVD (Arthaus/Naxos 100138) und CD (DGG 459 366-2, 3CD) veröffentlicht.